# لسك (المهرة)

تعديل مصدري - تعديل

لسك هي إحدى قرى عزلة دمقوت بمديرية حوف التابعة لمحافظة المهرة، بلغ تعداد سكانها 4 نسمة حسب تعداد اليمن لعام 2004.